# Вревский, Борис Александрович
Барон Бори́с Алекса́ндрович Вре́вский (1805, Париж — 1888, Псковская губерния) — псковский помещик, муж Евпраксии Вревской (Вульф), сосед А. С. Пушкина по имению Михайловское и хороший знакомый поэта.

## Биография
Борис Александрович Вревский — внебрачный сын князя Александра Борисовича Куракина от его крепостной Акулины Дмитриевны (Самойловны) Самойловой (ок. 1785 — ок. 1865), родился 29 ноября (11 декабря) 1805 в Париже 29 ноября 1805 года. Его отец дал ему фамилию по названию родового села Вревское Псковской губернии. Титул барона Б. А. Вревский получил от австрийского императора, благодаря хлопотам своего отца.
Образование получил в Благородном пансионе при Санкт-Петербургском университете: учился на одном курсе с братом А. С. Пушкина Львом Сергеевичем, который в 1821 году был исключён из пансиона, а Борис Вревский окончил его в 1822 году.
Служил в лейб-гвардии Измайловском полку и, выйдя в отставку, поселился в своём имении Голубово.
Женился 7 июля 1831 года на Евпраксии Вульф, соседке из имения Тригорское. У Бориса Александровича и Евпраксии Николаевны Вревских было 11 детей.
Жила семья Вревских в имении Голубово, которое находилось в тридцати пяти верстах от Тригорского. Умер 17 (29) декабря 1888 года в своём имении Голубово.

## Знакомство с Пушкиным
А. С. Пушкин бывал в гостях в семье Вревских, помогал в обустройстве их сада и, как об этом писал В. В. Вересаев, «даже принимал участие в рытье пруда».